# Вулиця Добровольців (Чернігів)
Вулиця Добровольців — вулиця у Деснянському районі міста Чернігів. Пролягає від вулиці Стрілецька до вулиці Волонтерів. Знаходиться на березі річки Стрижень. Розташована в історично сформованій місцевісті Ялівщина.

## Історія
Забудова вулиці розпочата у 1930-ті роки.
За радянських часів вулиця мала назву 3-й провулок Ворошилова — на честь російського революціонера, політичного та військового діяча Ворошилова Климента Єфремовича.
19 лютого 2016 року вулиця отримала сучасну назву — на честь добровольців-захисників України, згідно з розпорядженням міського голови В. А. Атрошенко «Про перейменування вулиць міста»

## Забудова
Непарна сторона вулиці забудована переважно одноповерховими садибами, багатоповерхових будинків на вулиці немає. Парна сторона не забудована, вона являє собою берег річки Стрижень.

## Галерея

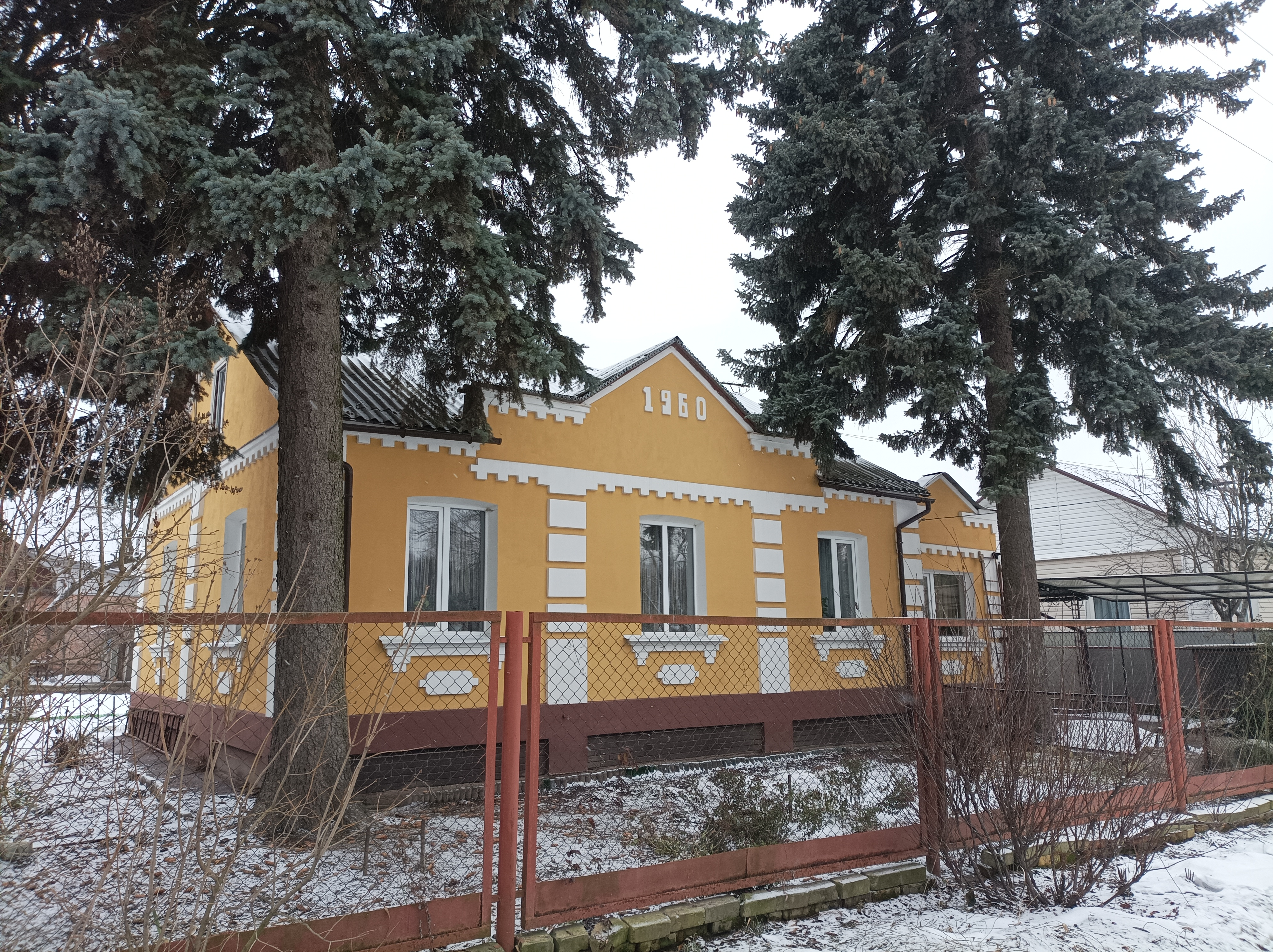
будинок № 27, побудований у 1960 році
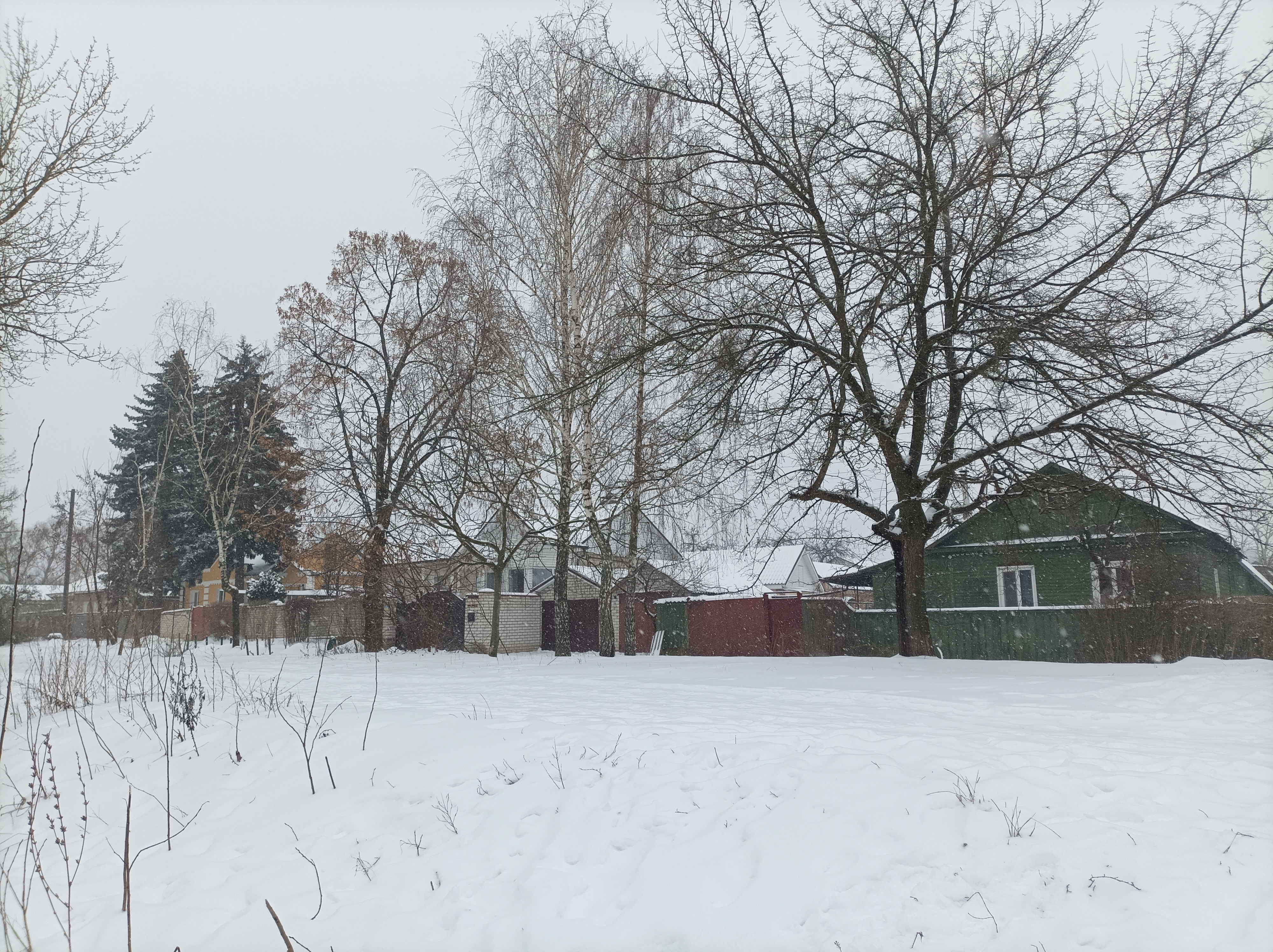
вул. Добровольців, вид з берегу р. Стрижень